# Л-16
Л-16 — советская дизель-электрическая минно-торпедная подводная лодка времён Второй мировой войны. Третий корабль серии XIII типа «Ленинец», предлагалось дать кораблю имя «Блюхеровец».

## История корабля
Лодка была заложена 5 ноября 1935 года на заводе № 198 в Николаеве, заводской номер 306, в виде отдельных секций была перевезена во Владивосток, на завод № 202 (Дальзавод), где была собрана. 9 июля 1936 года спущена на воду, 9 декабря 1938 года вступила в строй.
В 1942 году вместе с Л-15 была выбрана для усиления Северного флота и 24 сентября отправилась в переход из Петропавловска-Камчатского через Панамский канал в Полярный. 25 сентября 1942 года в 8.25 Л-16 вышла из порта под командованием Д. Ф. Гусарова совместно с Л-15 под командованием капитана 3 ранга (впоследствии капитан 2 ранга) Комарова В. И. в поход для перебазирования на Северный флот. 29 сентября 1942 года лодки пересекли 180-й меридиан и вошли в Западное полушарие. Американский сторожевик встретил подлодки у о. Уналашка. 1 октября 1942 года в 15.40 лодки ошвартовались у пирса военно-морской базы США Датч-Харбор. 5 октября 1942 года в 8.00 лодки вышли из порта Датч-Харбор. 11 октября 1942 года в 11.00 Л-16 на подходах к Панамскому каналу была торпедирована.
Воспоминания вахтенного командира Л-15 лейтенанта И. И. Жуйко:
В 11.00 с дистанции примерно 7 кабельтовых я поднял бинокль с сеткой для того, чтобы определить расстояние до переднего мателота. Но в окуляре бинокля вместо подводной лодки «Л-16», я увидел огромный столб воды вперемешку с клубами чёрного дыма и листами железа. Не поверив глазам и не поняв, в чём дело, я опустил бинокль и уже невооруженным глазом увидел ту же картину, но только в этот момент почувствовал сильный гидравлический удар о корпус нашей лодки. Через мгновение донесся оглушительный взрыв.  Необходимо было уклониться от опасности: Почти машинально я пробил боевую тревогу и дал команду на вертикальный руль: „Право на борт!“. В эти же секунды сквозь прогалины в поредевшем дыму с мостика Л-15 я увидел высоко поднявшуюся над водой носовую часть Л-16, которая быстро уходила под воду. Послышался второй взрыв, глухой треск взламываемых переборок. Лодка увлекала и мертвых, и живых на глубину.
С Л-15 были обнаружены сразу два перископа неизвестных подводных лодок, которые были обстреляны артиллерийским огнём.
Лодка была торпедирована японской субмариной I-25, о чём свидетельствуют заявление токийского радио 27 декабря 1942 года и воспоминания пережившего войну командира I-25 Мэйдзи Тагами, который, по его словам, принял Л-16 за подводную лодку ВМС США. В годы «холодной войны» была также версия о потоплении Л-16 подводной лодкой ВМС США (мемуары Н. Г. Кузнецова, Г. И. Щедрина, отчёт о переходе В. И. Комарова, книга А. Г. Макарова и А. И. Демьянчука «30 лет на боевом посту»). В монографии «Атакуют подводники» (1964) кандидата исторических наук В. И. Дмитриева наряду с японцами и американцами рассматривалась версия о потоплении Л-16 даже немецкой подводной лодкой. В труде В. В. Шигина все эти версии подробно рассмотрены и автор пришёл к выводу об их несостоятельности, настаивая на потоплении Л-16 именно японцами.
Среди погибших членов экипажа был фотограф ВМС США Сергей Андреевич Михайлов, служивший переводчиком и офицером связи.

## Память

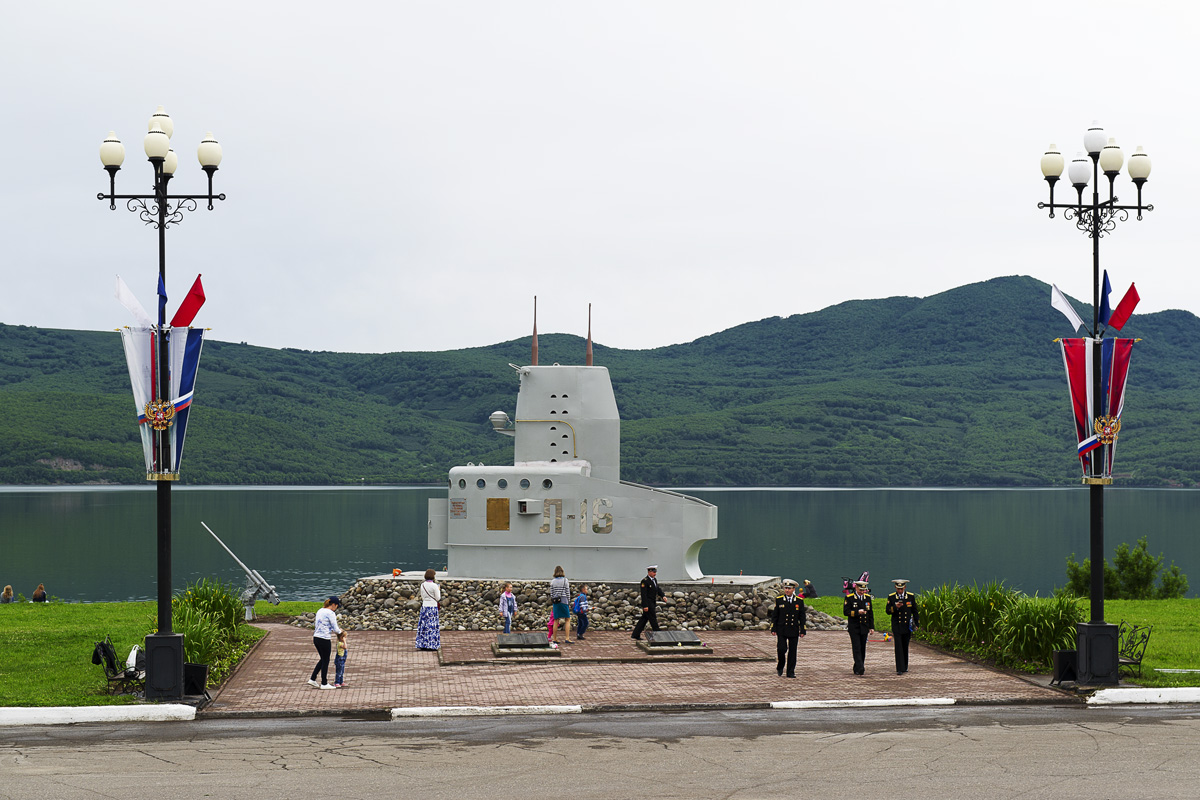
Памятник Л-16 (копия рубки Л-11) после реставрации, 2017 год

- Л-16 упоминается в документальном фильме Сергей Брилёва «Тайна трех океанов» (2014).[8]
- В Петропавловске-Камчатском установлен гранитный памятник Л-16 с надписью «Подвиг их не забудем, гибели их не простим».
- 24 июля 1966 года на главной площади посёлка Рыбачий, действующей базы подводных лодок, в качестве памятника экипажу Л-16 (относящейся к проекту XIII) была установлена рубка однотипной подлодки Л-11 проекта XI. В 2017 году рубку заменили заново изготовленной копией рубки Л-11, с сохранением оригинальных выдвижных устройств и латунных деталей[9].